# Tour de California 2006
La 1.ª edición del Tour de California (oficialmente: Tour of California) se celebró en Estados Unidos entre el 19 y el 26 de febrero de 2007 e inició con un prólogo en la ciudad de San Francisco y finalizó con un circuito urbano en Redondo Beach en el estado de California. El recorrido consistió de un prólogo y 7 etapas sobre una distancia total de 959,6 km.
La carrera hizo parte del UCI America Tour 2005-2006 dentro de la categoría 2.1 y fue ganada por el ciclista estadounidense Floyd Landis del equipo Phonak Hearing Systems. El segundo clasificado fue el ciclista David Zabriskie del Team CSC, pero su posición fue declarada desierta debido a que en el año 2012 le fueron anulados los resultados obtenidos en el periodo entre 31/5/2003 al 31/7/2006, en el marco del caso de dopaje sistemático contra el ciclista Lance Armstrong. El tercer lugar fue para el ciclista estadounidense Bobby Julich del Team CSC.

## Equipos participantes
Tomaron la partida un total de 16 equipos, 8 de categoría UCI ProTeam, 2 Profesionales Continentales, 5 Continentales y la selección nacional de México.
| Equipo                             | Cód. UCI | Categoría               |
| ---------------------------------- | -------- | ----------------------- |
| Crédit Agricole                    | CA       | UCI ProTeam             |
| CSC                                | CSC      | UCI ProTeam             |
| Davitamon-Lotto                    | OLO      | UCI ProTeam             |
| Discovery Channel                  | DSC      | UCI ProTeam             |
| Gerolsteiner                       | GST      | UCI ProTeam             |
| Phonak                             | PHO      | UCI ProTeam             |
| Saunier Duval-Prodir               | SDV      | UCI ProTeam             |
| T-Mobile Team                      | TMO      | UCI ProTeam             |
| Health Net-Maxxis                  | HNM      | Profesional Continental |
| Navigators Insurance               | NIC      | Profesional Continental |
| Colavita-Sutter Home-Cooking Light | COL      | Continental             |
| Jelly Belly                        | JBC      | Continental             |
| Kodakgallery.com-Sierra Nevada     | SIE      | Continental             |
| TIAA-CREF                          | TIA      | Continental             |
| Toyota-United                      | TUT      | Continental             |
| KB Home Mexican                    | MEX      | Selección Nacional      |

## Etapas
| Etapa   | Fecha         | Recorrido                       | Km         | Ganador         | Líder           |
| Prólogo | 19 de febrero | San Francisco                   | 3,1 (CRI)  | Levi Leipheimer | Levi Leipheimer |
| 1.ª     | 20 de febrero | Sausalito - Santa Rosa          | 129,1      | Juan José Haedo | Levi Leipheimer |
| 2.ª     | 21 de febrero | Martinez - San José             | 152,7      | George Hincapie | George Hincapie |
| 3.ª     | 22 de febrero | San José - San José             | 27,4 (CRI) | Floyd Landis    | Floyd Landis    |
| 4.ª     | 23 de febrero | Monterey - San Luis Obispo      | 210,7      | Juan José Haedo | Floyd Landis    |
| 5.ª     | 24 de febrero | San Luis Obispo - Santa Bárbara | 169,5      | George Hincapie | Floyd Landis    |
| 6.ª     | 25 de febrero | Santa Bárbara - Thousand Oaks   | 144        | Olaf Pollack    | Floyd Landis    |
| 7.ª     | 26 de febrero | Redondo Beach                   | 123,1      | Olaf Pollack    | Floyd Landis    |

## Clasificaciones finales

### Clasificación general
| Posición | Ciclista              | Equipo                 | Tiempo      |
| -------- | --------------------- | ---------------------- | ----------- |
|          | Floyd Landis          | Phonak Hearing Systems | 22h 46' 46" |
| 2.       | David Zabriskie       | Team CSC               | + 29"       |
| 3.       | Bobby Julich          | Team CSC               | + 34"       |
| 4.       | George Hincapie       | Discovery Channel      | + 45"       |
| 5.       | Nathan O'Neill        | Health Net-Maxxis      | + 1' 08"    |
| 6.       | Levi Leipheimer       | Team Gerolsteiner      | + 1' 10"    |
| 7.       | Cadel Evans           | Davitamon-Lotto        | + 1' 29"    |
| 8.       | Tom Danielson         | Discovery Channel      | + 1' 49"    |
| 9.       | Christian Vande Velde | Team CSC               | + 1' 55"    |
| 10.      | Jason McCartney       | Discovery Channel      | + 1' 58"    |

### Clasificación por puntos
| Posición | Ciclista        | Equipo            | Puntos |
| -------- | --------------- | ----------------- | ------ |
|          | Olaf Pollack    | T-Mobile Team     | 47     |
| 2.       | Juan José Haedo | Toyota-United     | 42     |
| 3.       | George Hincapie | Discovery Channel | 40     |

### Clasificación de la montaña
| Posición | Ciclista        | Equipo               | Puntos |
| -------- | --------------- | -------------------- | ------ |
|          | Levi Leipheimer | Gerolsteiner         | 31     |
| 2.       | Bernhard Kohl   | T-Mobile Team        | 22     |
| 3.       | Riccardo Riccò  | Saunier Duval-Prodir | 17     |

### Clasificación de los jóvenes
| Posición | Ciclista        | Equipo    | Tiempo      |
| -------- | --------------- | --------- | ----------- |
|          | Thomas Peterson | TIAA-CREF | 22h 56' 21" |
| 2.       | Taylor Tolleson | TIAA-CREF | + 10' 42"   |
| 3.       | Craig Lewis     | TIAA-CREF | + 10' 46"   |

### Clasificación por equipos
| Posición | Equipo            | Tiempo      |
| -------- | ----------------- | ----------- |
|          | Team CSC          | 68h 22' 28" |
| 2.       | Discovery Channel | +1' 40"     |
| 3.       | Davitamon-Lotto   | +3' 58"     |